# Oskar Eckholt
Oskar Eckholt (4 de noviembre de 1894 - 12 de agosto de 1982) fue un general alemán (Generalmajor) en la Wehrmacht durante la II Guerra Mundial. Fue condecorado con la Cruz de Caballero de la Cruz de Hierro de la Alemania Nazi. Eckholt se rindió a las tropas estadounidenses en mayo de 1945. Fue liberado en 1947.

## Condecoraciones
- Cruz Alemana en Oro el 18 de mayo de 1942 como Oberstleutnant en el Artillerie-Regiment 178[1]
- Cruz de Caballero de la Cruz de Hierro el 9 de abril de 1943 como Oberst y comandante del Artillerie-Regiment 178[2]